# باب کنی
باب کنی (انگلیسی: Bob Kenney; ۲۳ ژوئن ۱۹۳۱ – ۲۷ اکتبر ۲۰۱۴) بازیکن بسکتبال اهل ایالات متحده آمریکا بود.